# Gonimbrasia belina
Gonimbrasia belina is een vlinder uit de familie nachtpauwogen (Saturniidae), onderfamilie Saturniinae.
De wetenschappelijke naam van de soort is voor het eerst geldig gepubliceerd door Westwood in 1849.
De volwassen nachtvlinder wordt wel 120 mm breed en wordt mopaniemot genoemd in het Afrikaans en de rups mopaniewurm. De rupsen zijn eetbaar en een belangrijk volksvoedsel. In gedroogde vorm zijn het wat notig smakende borrelhapjes. Er zijn ook restaurants waar ze op het menu staan, gestoofd bijvoorbeeld. Ze zijn eiwitrijk en vetarm.
Hoewel de mopane-boom (Colophospermum mopane) de belangrijkste waardplant is, vreten ze ook de bladeren van Carissa spp., Diospyros spp., Ficus spp., Searsia spp., Sclerocarya caffra, Terminalia spp. and Trema spp. De rupsen blijven op de boom waarop ze uit het ei geslopen zijn, maar als je veel eieren gelegd zijn leidt dit tot volledige ontbladering en moeten ze wel verhuizen. De rupsen vervellen vier keer en na de vierde keer is de beste tijd om ze te oogsten omdat ze anders om te verpoppen onder de grond verdwijnen. Ze overwinteren daar en komen in het voorjaar als volwassen vlinder tevoorschijn. De rups moet niet in de blote handen genomen worden omdat de stekels huidirritaties. veroorzaken.

## Galerij

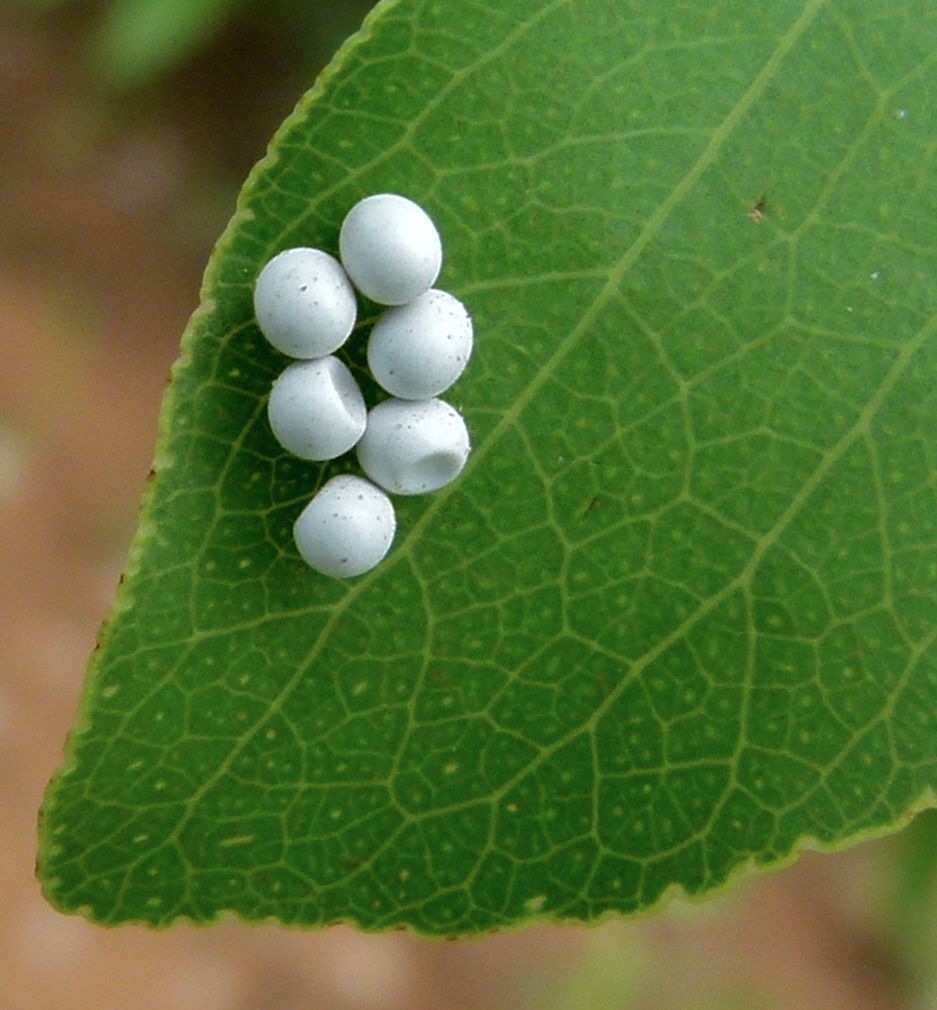
De eieren
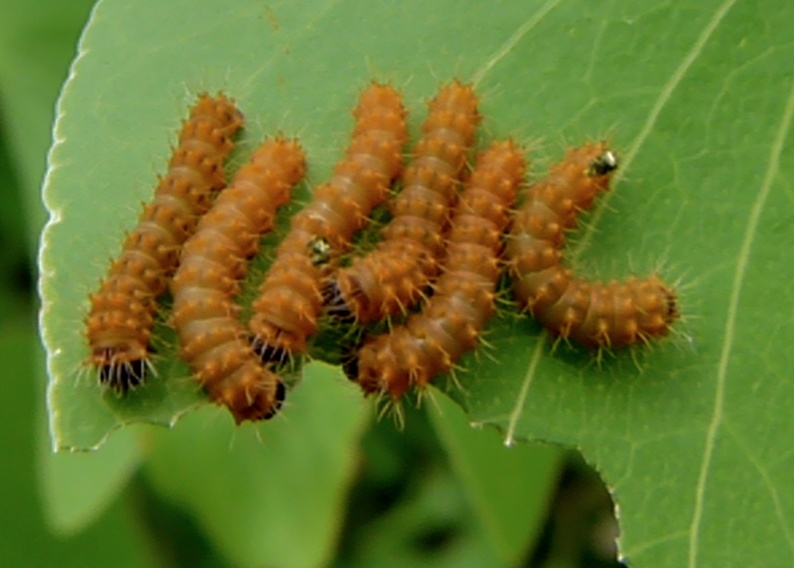
De rupsen
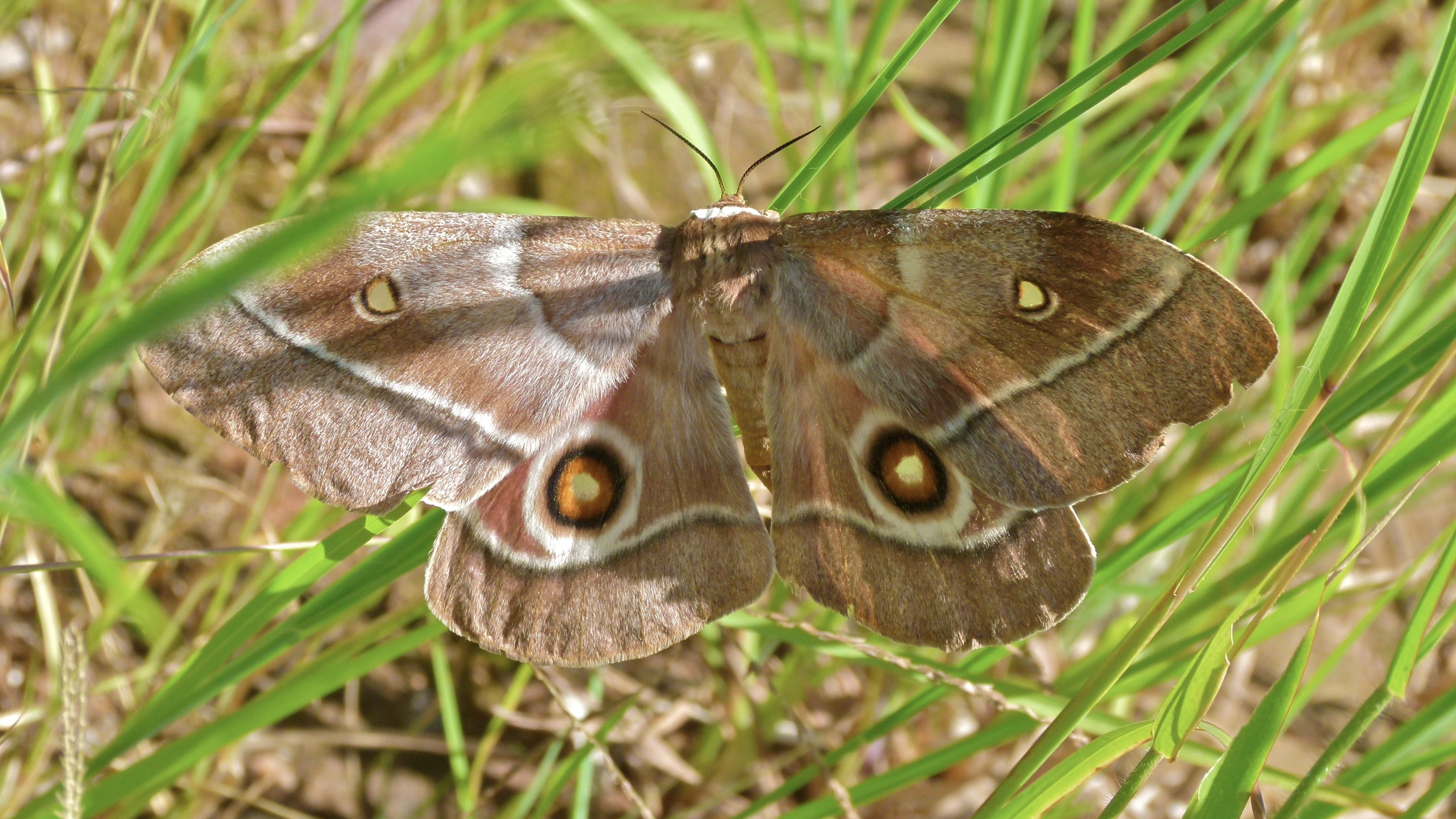
De volwassen mot
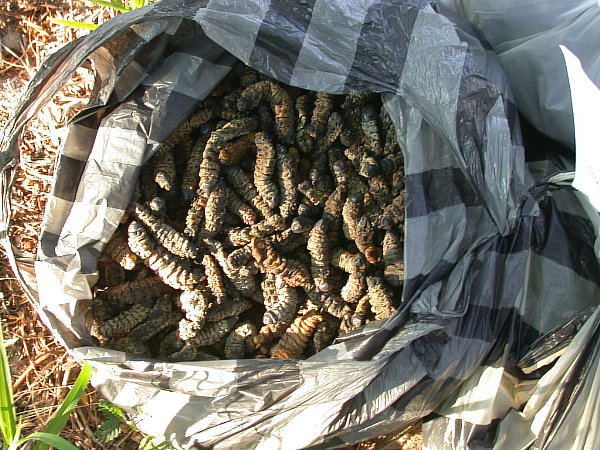
De oogst
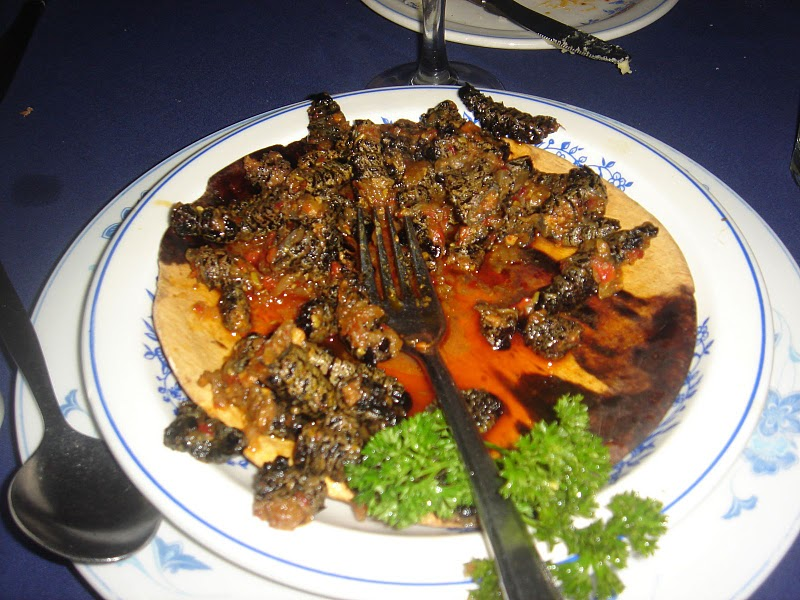
Een maaltijd